# Krieg (album KMFDM)
Krieg – trzeci remix album niemieckiego zespołu industrialnego KMFDM, wydany 5 stycznia 2010 roku. Zawiera zremiksowane utwory z wydanego rok wcześniej szesnastego albumu studyjnego Blitz. Został dobrze oceniony przez min. Sputnikusic.

## Lista utworów
1. "Bait & Switch" (All 4 One Mix) - 4:21
2. "Strut" (Disco Balls Mix) - 3:52
3. "Potz Blitz!" (Harmonic Tremors Mix) - 4:23
4. "Bait & Switch" (Sacred Cow Mix) - 4:00
5. "Never Say Never" (Naughty Habit Mix) - 4:19
6. "People of the Lie" (Requiem Mix) - 4:53
7. "Bitches" (Pop Will Eat This Mix) - 4:36
8. "Never Say Never" (Confessional Mix) - 5:53
9. "People of the Lie" (Crooked Illusion Mix) - 5:38
10. "Davai" (Cyrillic Mix) - 5:16
11. "Never Say Never" (Candy Apple Mix) - 3:56
12. "Davai" (Bloody Fog Mix) - 4:49